# Praga E-44
O Praga BH-44 (designado E-44 pela Força Aérea Checoslovaca) foi o protótipo de um caça checoslovaco biplano do início da década de 1930. Apenas duas aeronaves foram construídas. O rival Avia B-34 foi adquirido em seu lugar.

## Projeto e desenvolvimento
Em 1932, a ČKD-Praga, departamento de aeronaves da empresa checoslovaca Praga, entrou em uma competição para projetar um novo caça para a Força Aérea Checoslovaca, com seu projeto, o BH-44, competindo contra projetos da Avia (o B-34) e Letov (o Š-231). O BH-44 foi um biplano de baia única de construção mista, com asas de madeira e cobertas com tela e uma fuselagem de tubos de aço. Era motorizado por um único motor V12 refrigerado à água Praga ESV.
O primeiro protótipo fez seu voo inaugural em 19 de julho de 1932. O desempenho não foi o esperado, uma vez que o motor desenvolveu apenas 500 hp ao invés dos 750 hp prometidos. Um segundo protótipo (chamado por vezes de EH-144), foi equipado com um motor Praga ESVK que veio adicionado de um supercompressor, voou em Abril de 1934, mas o desempenho permaneceu fraco. O primeiro protótipo foi então remotorizado com um motor Rolls-Royce Kestrel VII de 650 hp, voando desta forma em 30 de outubro de 1934, sendo então avaliado pela Força Aérea Checoslovaca como E-44. O motor importado Kestrel trabalhava de forma fraca com o combustível utilizado por esta força aérea, sendo então o modelo rejeitado e o B-34 adquirido por sua vez.

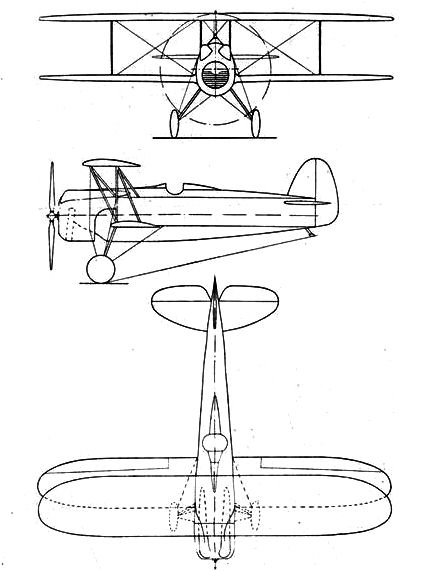
Desenho do Praga BH-44 do L'Aerophile, Fevereiro de 1934